# Amorica
Amorica е третият студиен албум на американската блус рок група Блек Кроус. Издаден е през 1994 г. от
American Recordings. Обложката на албума предизвиква остри полемики представлявайки препратка кам скандална корица на еротичното списание Хъстлър от 1976 г.
Въпреки че не постига световната слава на първите два албума на групата, Amorica добива статус на „Златен албум“ продавайки се в над 500 000 копия само за територията на САЩ и Канада от издаването си до днес.

## Списък на песните
Всички композиции са написани от Крис и Рич Робинсън.
1. Gone – 5:08
2. A Conspiracy – 4:46
3. High Head Blues – 4:01
4. Cursed Diamond – 5:56
5. Nonfiction – 4:16
6. She Gave Good Sunflower – 5:48
7. P.25 London – 3:38
8. Ballad in Urgency – 5:39
9. Wiser Time – 5:33
10. Downtown Money Waster – 3:40
11. Descending – 5:42

## Музиканти
- Крис Робинсън – вокали
- Рич Робинсън – китари
- Марк Форд – китари
- Джони Колт – бас
- Еди Харш – клавишни
- Стив Гормън – барабани

## Комерсиални Класации
Албуми – Билборд (Северна Америка)
| Година | Класация      | Позиция |
| ------ | ------------- | ------- |
| 1994   | Billboard 200 | 11      |

Сингли – Билборд (Северна Америка)
| Година | Сингъл          | Класация               | Позиция |
| ------ | --------------- | ---------------------- | ------- |
| 1994   | A Conspiracy    | Mainstream Rock Tracks | 5       |
| 1994   | A Conspiracy    | Modern Rock Tracks     | 23      |
| 1995   | High Head Blues | Mainstream Rock Tracks | 8       |
| 1995   | Wiser Time      | Mainstream Rock Tracks | 7       |